# Podocarpus archboldii
Podocarpus archboldii — вид хвойних рослин родини подокарпових.

## Поширення, екологія
Країни поширення: Індонезія (Папуа); Папуа Нова Гвінея. Розкидано або локально поширений в вічнозеленому тропічному гірському лісі. Висотний діапазон від (720-) 1500 м до 2600 м над рівнем моря.

## Морфологія
Може бути великим деревом до 40 м у висоту і 1,5 м діаметра. Пилкові шишки завжди поодинокі, розміром 30—40 на 6—8 мм, насіння разом з покриттям 5—6 мм.

## Використання
Є цінним деревинним деревом, бо досягає великих розмірів з чистим, прямим стовбуром. Деревина використовується у корабельній справі, у житловому будівництві як балки, в будівництві підлогових покриттів, для меблів та столярних і теслярських виробів, для коробок і сірникових паличок.

## Загрози та охорона
Вкористовувається для деревини. Оскільки подокарпи ростуть повільно, вид навряд чи буде стійким у довгостроковій перспективі. Цей вид не записаний у ПОТ.